# Interrupce v Bělorusku
Interrupce v Bělorusku jsou legální od 23. listopadu 1955, kdy bylo Bělorusko republikou Sovětského svazu. Současná legislativa týkající se potratů pochází z 31. prosince 1987 a je jedním z nejliberálnějších zákonů týkajících se potratů v Evropě. Potrat je povolen na vyžádání až do 12 týdnů a za zvláštních okolností z různých důvodů do 28 týdnů.
Zákon z roku 1987 umožňuje potrat z tradičních důvodů jako je poškození nebo smrt plodu a/nebo matky, znásilnění a incest, jakož i:
- smrt manžela během těhotenství,
- trest odnětí svobody pro matku nebo otce,
- soudní příkaz zbavující těhotnou ženu rodičovských práv,
- pokud již domácnost přesahuje pět dětí,
- pokud vztah mezi matkou a otcem skončí rozvodem,
- nebo rodinná anamnéza, která zahrnuje mentální nebo tělesné postižení.

V roce 2010 činila míra potratů 14,7 potratů na 1000 žen ve věku 15–44 let.